# Bato's Wijk

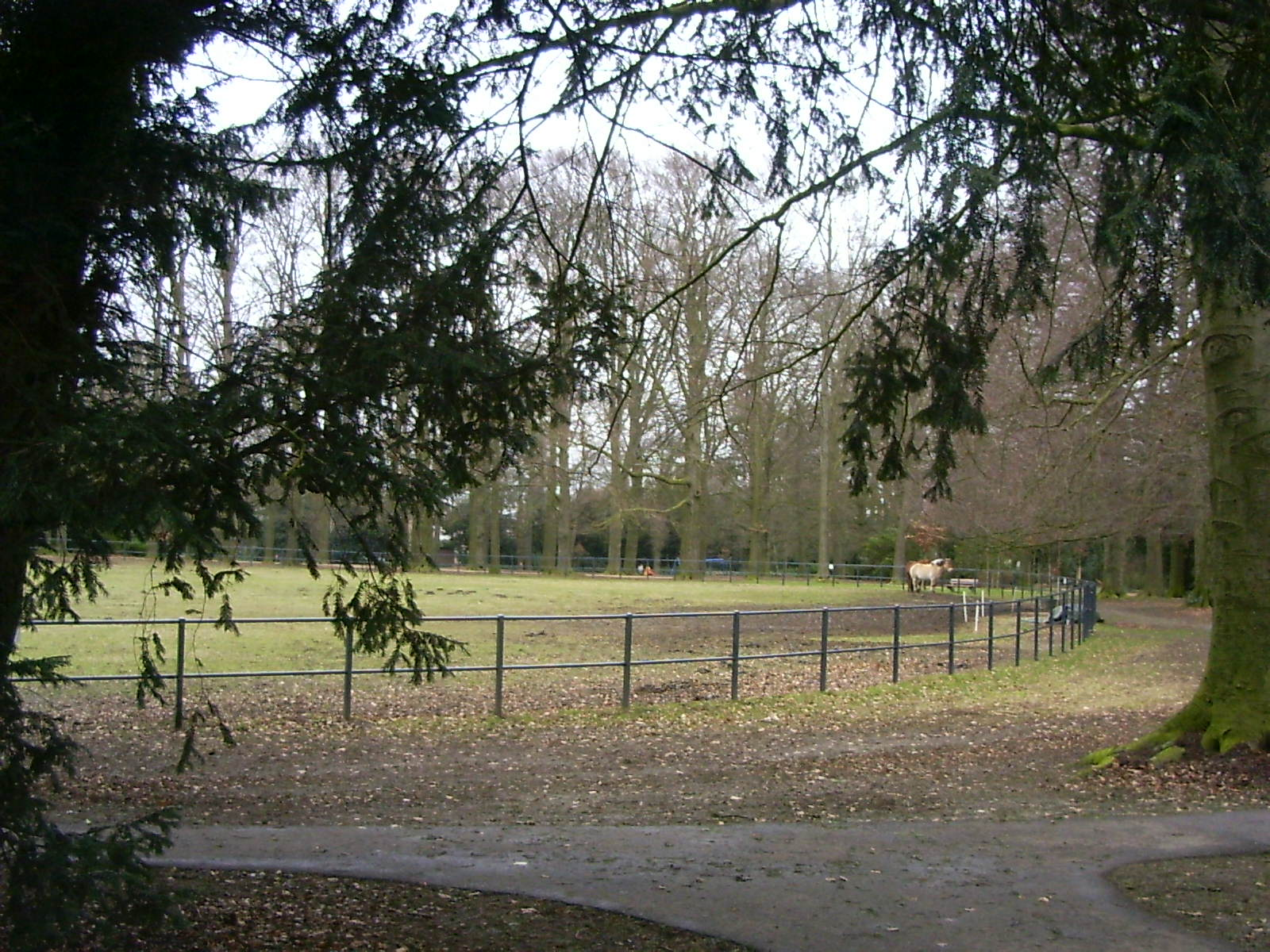
Bato's Wijk

Bato's Wijk is een park in het Nederlandse dorp Oosterbeek. Het park is na de Tweede Wereldoorlog ontstaan uit een voormalig landgoed. Het ligt tussen de Toulon van der Koogweg, de Fangmanweg en de Geelkerkenkamp.

## Geschiedenis
In 1837 werd een stuk bouwland, dat behoorde aan de Sint Nicolai Broederschap in Arnhem, gekocht door de advocaat J.M. de Kempenaer, die ook eigenaar was van De Bilderberg. In 1845 liet hij hier een herenhuis bouwen dat hij mogelijk al Bato's Wijk noemde, wat "uit de Betuwe teruggetrokken" betekent. Vanuit het huis was er een weids uitzicht over de rivier de Rijn en de aan de overkant van de rivier gelegen Betuwe.
In 1870 werden het huis en andere landerijen in de buurt gekocht door Dr. Leendert Fangman, die er omstreeks 1872 een geheel nieuw landhuis Bato's Wijk liet bouwen. Rond 1900 werd rond het huis een park in Engelse landschapsstijl aangelegd door tuinarchitect Samuel Voorhoeve. In 1927 werd het aangekocht door de gemeente Renkum die het landhuis als gemeentehuis gebruikte. In 1944 werd het huis verwoest en de restanten werden na de oorlog afgebroken.
Het landhuis stond ongeveer in het midden van het park, in het struikgewas is nog een ijskelder te vinden. In het zuiden van het park staat een grot uit 1905 met een vijver. In 2010 en 2011 werd het park gerenoveerd. Het uitzicht is gebleven: het hoogteverschil tussen het park en de rivier bedraagt 26 meter.